# 汪旦
汪旦（1499年—？），字昭仲，號頻復，福建惠安象浦村人，徙晉江，祖籍直隸六安（今安徽），明朝政治人物，同進士出身。

## 生平
南宋江淮招討使汪立信第八世孫。生於象浦汪氏宗祠東側護厝。出生時即啼哭不止，其父汪瀚為了安撫他，連夜抱他一路從惠安老家走過洛陽橋到達晉江縣境後，這才停止哭鬧，於是便定居晉江。嘉靖十四年（1535年）登三甲進士。任江西金溪县知县，当地天竺寺有子孙堂，有奸僧借机奸淫求嗣妇女。汪旦查明案情，毁废寺庙，捉拿奸僧，发现窖金数万两充公。其事上闻，调繁吳縣。嘉靖十八年（1539年）十一月擢升贵州道监察御史。后因言事得罪权贵去职。卒于家。道光《晋江县志》有传。

## 家族
曾祖汪揚清，曾任歲貢生、祖父汪志能，曾任七品散官、父汪瀚，曾任知縣。母陳氏。严侍下。兄汪曙。弟汪昕。